# Association sportive de Monaco 2021-2022 (pallacanestro)
Questa voce raccoglie le informazioni riguardanti l'Association sportive de Monaco nelle competizioni ufficiali della stagione 2021-2022.

## Stagione
La stagione 2021-2022 dell'Association sportive de Monaco è la 30ª nel massimo campionato francese di pallacanestro, la Pro A.

## Roster
Aggiornato al 18 agosto 2021.
| Monaco 2021-22 | Monaco 2021-22 |
| Giocatori      | Staff tecnico  |
| -------------- | -------------- |

| N. | Naz.                                         | Ruolo | Nome                | Anno | Alt.   | Peso   |  |
| -- | -------------------------------------------- | ----- | ------------------- | ---- | ------ | ------ |  |
| 3  | Francia (bandiera)                           | P     | Rudy Demahis-Ballou | 2002 | 187 cm |        |  |
| 5  | Stati Uniti (bandiera)                       | P     | Paris Lee           | 1995 | 183 cm | 84 kg  |  |
| 8  | Stati Uniti (bandiera)                       | AP    | Dwayne Bacon        | 1995 | 198 cm | 100 kg |  |
| 9  | Francia (bandiera)                           | P     | Léo Westermann (C)  | 1992 | 198 cm | 89 kg  |  |
| 10 | Stati Uniti (bandiera) · Georgia (bandiera)  | AG    | Will Thomas         | 1986 | 203 cm | 104 kg |  |
| 11 | Stati Uniti (bandiera)                       | AP    | Alpha Diallo        | 1997 | 201 cm | 95 kg  |  |
| 12 | Australia (bandiera) · Lituania (bandiera)   | AG    | Brock Motum         | 1990 | 208 cm | 111 kg |  |
| 13 | Francia (bandiera)                           | AG    | Jordan Ratton       | 2001 | 203 cm |        |  |
| 16 | Francia (bandiera)                           | C     | Jerry Boutsiele     | 1992 | 207 cm | 114 kg |  |
| 20 | Lituania (bandiera)                          | C     | Donatas Motiejūnas  | 1990 | 213 cm | 101 kg |  |
| 24 | Burkina Faso (bandiera) · Francia (bandiera) | G     | Yakuba Ouattara     | 1992 | 191 cm | 84 kg  |  |
| 28 | Senegal (bandiera) · Francia (bandiera)      | C     | Ibrahima Fall Faye  | 1997 | 209 cm | 105 kg |  |
| 32 | Stati Uniti (bandiera)                       | G     | Rob Gray            | 1994 | 186 cm | 84 kg  |  |
| 33 | Serbia (bandiera)                            | G     | Danilo Anđušić      | 1991 | 195 cm | 92 kg  |  |
| 35 | Francia (bandiera)                           | A     | Armel Traoré        | 2003 | 202 cm |        |  |
| 45 | Stati Uniti (bandiera)                       | AG    | Donta Hall          | 1997 | 207 cm | 104 kg |  |
| 55 | Stati Uniti (bandiera)                       | P     | Mike James          | 1990 | 185 cm | 89 kg  |  |

| Allenatore                                                                                      |
| - Zvezdan Mitrović (fino al 13 dicembre) - Saša Obradović (dal 14 dicembre)                     |
| Assistente/i                                                                                    |
| - Manuchar Mark'oishvili - Mirko Ocokoljić Legenda - (C) Capitano - (IN) Inattivo - Infortunato |

## Mercato

### Sessione estiva
| Acquisti | Acquisti           | Acquisti           | Acquisti   | Acquisti |
| R.       | Nome               | da                 | Modalità   |          |
| -------- | ------------------ | ------------------ | ---------- | -------- |
| G        | Danilo Anđušić     | Bourg-en-Bresse    | svincolato |          |
| AP       | Armel Traoré       | INSEP              | svincolato |          |
| P        | Paris Lee          | Orléans Loiret     | svincolato |          |
| G        | Yakuba Ouattara    | Real Betis         | svincolato |          |
| C        | Jerry Boutsiele    | Limoges CSP        | svincolato |          |
| P        | Léo Westermann     | Barcellona         | definitivo |          |
| AG       | Donta Hall         | Orlando Magic      | svincolato |          |
| C        | Donatas Motiejūnas | Xinjiang F. Tigers | svincolato |          |
| AP       | Alpha Diallo       | Panathīnaïkos      | svincolato |          |
| AG       | Brock Motum        | Nanterre 92        | svincolato |          |
| AG       | Will Thomas        | UNICS Kazan'       | svincolato |          |
| P        | Mike James         | CSKA Mosca         | definitivo |          |

| Cessioni | Cessioni           | Cessioni         | Cessioni       | Cessioni |
| R.       | Nome               | a                | Modalità       |          |
| -------- | ------------------ | ---------------- | -------------- | -------- |
| G        | Yohan Choupas      | Lille            | fine contratto |          |
| PG       | Khadeen Carrington | Real Betis       | fine contratto |          |
| P        | Dee Bost           | Galatasaray      | fine contratto |          |
| AG       | J.J. O'Brien       | Free agent       | fine contratto |          |
| AC       | Wilfried Yeguete   | Free agent       | fine contratto |          |
| C        | Rašid Mahalbašić   | Breogán          | fine contratto |          |
| PG       | Abdoulaye N'Doye   | Cholet           | fine contratto |          |
| G        | Branden Frazier    | Zielona Góra     | fine contratto |          |
| C        | Mathias Lessort    | Maccabi Tel Aviv | fine contratto |          |
| AG       | Damien Inglis      | Free agent       | fine contratto |          |
| G        | Marcos Knight      | Free agent       | rescissione    |          |

### Dopo l'inizio della stagione
| Acquisti | Acquisti     | Acquisti    | Acquisti        | Acquisti   |
| R.       | Nome         | da          | Data            | Modalità   |
| -------- | ------------ | ----------- | --------------- | ---------- |
| GA       | Dwayne Bacon | N.Y. Knicks | 27 ottobre 2021 | svincolato |

| Cessioni | Cessioni     | Cessioni | Cessioni         | Cessioni |
| R.       | Nome         | a        | Data             | Modalità |
| -------- | ------------ | -------- | ---------------- | -------- |
| A        | Armel Traoré | Évreux   | 28 febbraio 2022 | prestito |